# Asaf-ud-Daula
Aṣaf-ud-Daula (in urdu آصف الدولہ‎?; Faizabad, 23 settembre 1748 – Lucknow, 21 settembre 1797), nawwāb wazīr di Awadh (un vassallo dell'Impero Britannico), legittimato dall'imperatore mughal Shāh ʿĀlam II, che regnò dal 26 gennaio 1775 fino alla sua morte, e figlio di Shujāʿ al-Dawla. Sua madre e sua nonna erano le begum di Awadh.

## Regno
Aṣaf-ud-Daula divenne Nawwāb all'età di 26 anni, alla morte di suo padre, Shujāʿ al-Dawla, il 28 gennaio 1775.
Quando Shujāʿ al-Dawla morì, lasciò due milioni di sterline nelle segrete della zenana. La vedova e la madre del principe defunto rivendicarono l'intero tesoro in conformità a un testamento che però non venne mai mostrato. Quando Warren Hastings insistette col Nawwāb per il pagamento del debito con la Compagnia delle Indie, Aṣaf-ud-Daula ottenne dalla madre un finanziamento di 2,6 milioni di rupie, per il quale diede a garanzia una proprietà del valore di quattro volte la somma prestata. In seguito ottenne ulteriori 3 milioni in cambio della proprietà stessa e per il riconoscimento dei feudi della madre, senza interferenze da parte della Compagnia. Questi feudi furono poi confiscati con la complicità della Begum nella sollevazione di Chai Singh, fatto attestato da prove documentali. Infatti le prove ora disponibili sembrano dimostrare che Warren Hastings fece del suo meglio per salvare il Nawwāb dalla sua stessa incapacità amministrativa, ed egli era incline a essere clemente verso le Begum.

## Spostamento della capitale
Nel 1775 Aṣaf-ud-Daula spostò la capitale del regno di Awadh da Fayżābād a Lucknow e fece costruire svariati monumenti nella città e nei dintorni, tra i quali la Barā Imāmbarā.

## Costruzioni e altre iniziative

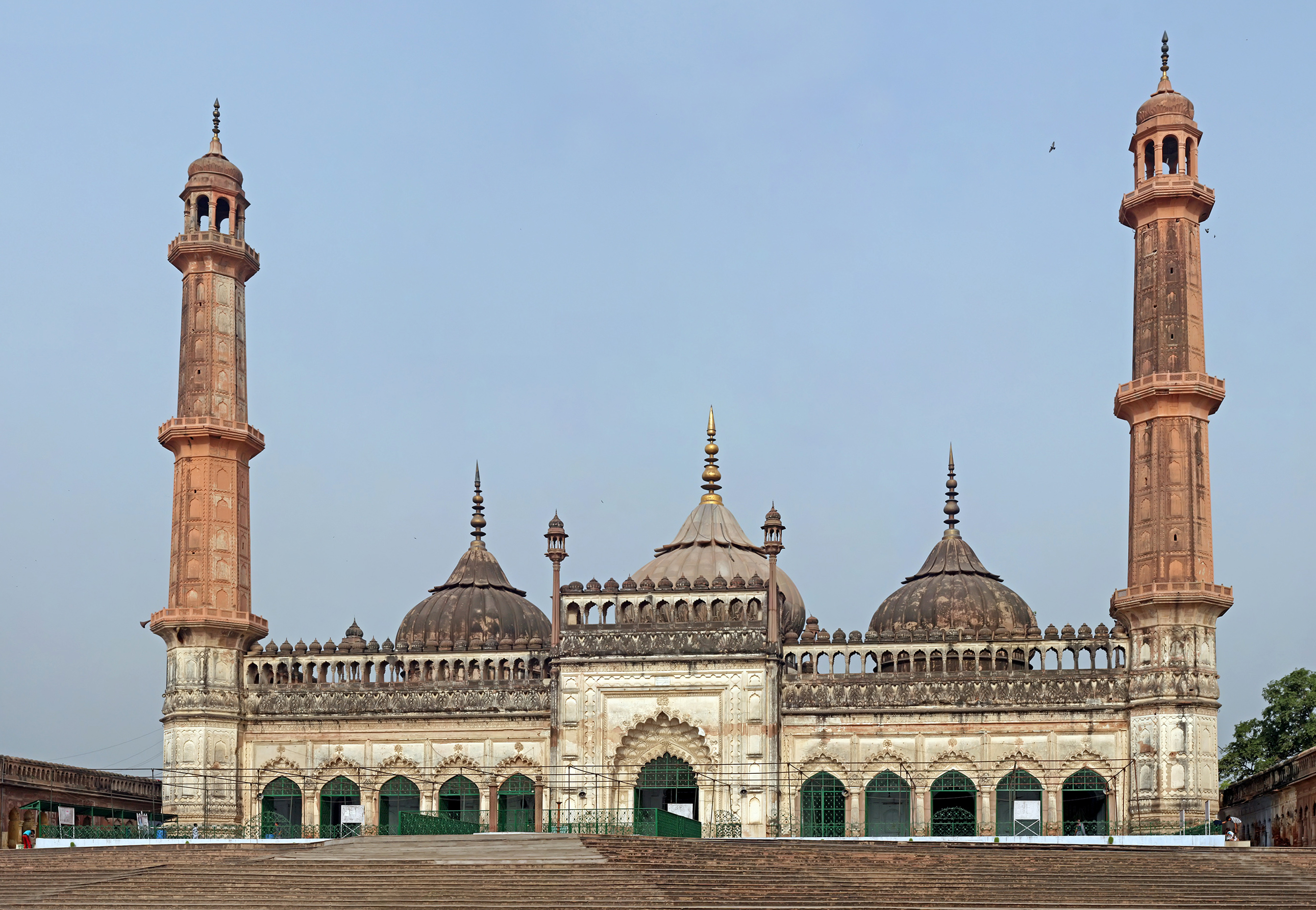
moschea Asfi, chiamata così in onore del Nawwāb, Aṣaf-ud-Daula.
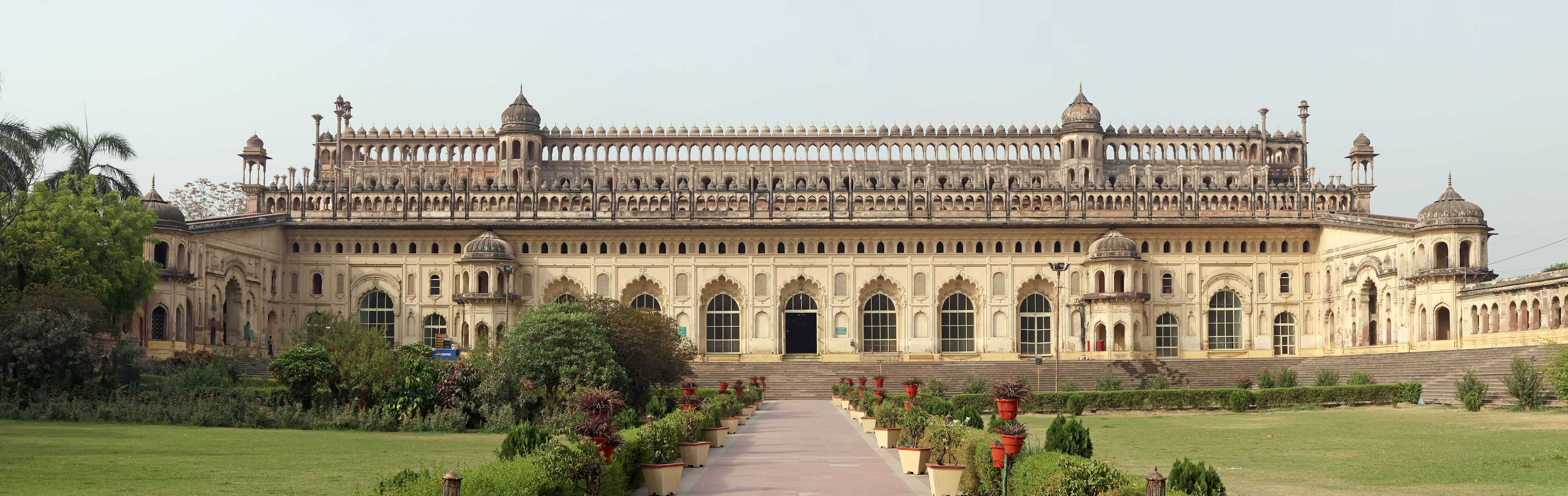
Bara Imambara (Asafi Imambara), fatta costruire da Aṣaf-ud-Daula, nel 1784 a Lucknow.

Il Nawwāb Aṣaf-ud-Dowlah è considerato il più importante urbanista di Lucknow. Desiderando eclissare lo splendore dell'architettura Mughal, egli costruì una serie di monumenti e sviluppò la città di Lucknow in una meraviglia architettonica. Molti degli edifici sopravvivono tuttora, tra cui la famosa Aṣafī Imāmbarā che attira ancora oggi turisti, e l'area di Qaysar Bāgh nel centro di Lucknow dove si trovano migliaia di edifici restaurati.
L'Aṣafī Imāmbarā è una famosa struttura a volte, circondata da splendidi giardini, che il Nawwāb avviò come progetto di beneficenza per creare occupazione durante la carestia del 1784. Si narra che in quella carestia persino i nobili fossero ridotti alla miseria. Il Nawwāb Aṣaf-ud-Daula si racconta che impiegasse più di 20.000 persone per il progetto, compresi cittadini comuni e nobili. La sensibilità del Nawwāb nel preservare la reputazione della nobiltà è dimostrata nella storia della costruzione dell'Imāmbarā. Durante il giorno, i cittadini comuni impiegati nel progetto costruivano l'edificio. La notte di ogni quarto giorno, i nobili venivano impiegati in segreto per demolire la struttura costruita, uno sforzo per il quale ricevettero un pagamento. Quindi la loro dignità fu salvaguardata.
Il Nawwāb divenne così famoso per la sua generosità che è ancora un noto detto a Lucknow che "colui che non riceve (sostentamento) dal Signore, lo riceverà da Aṣaf-ud-Daula".

### Rūmī Darwāza (La porta dei Romei)
La Rūmī Darwāza, alta 18 metri, costruita (1784) avendo come modello la Sublime Porta di Istanbul, è uno dei migliori esempi dello scambio tra le due culture.

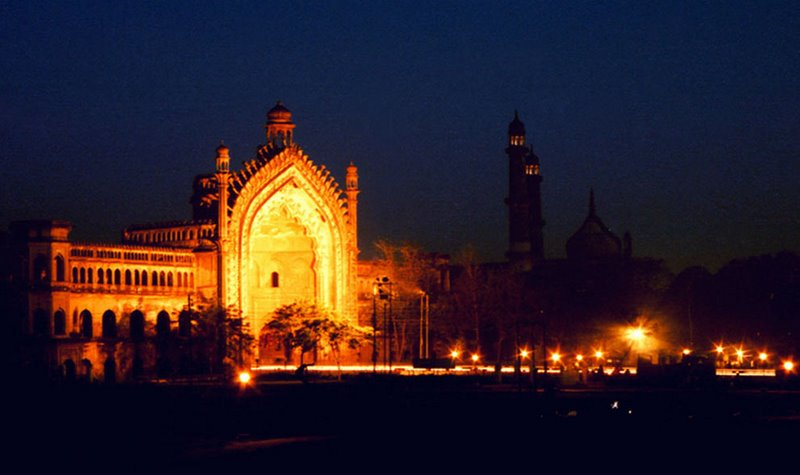
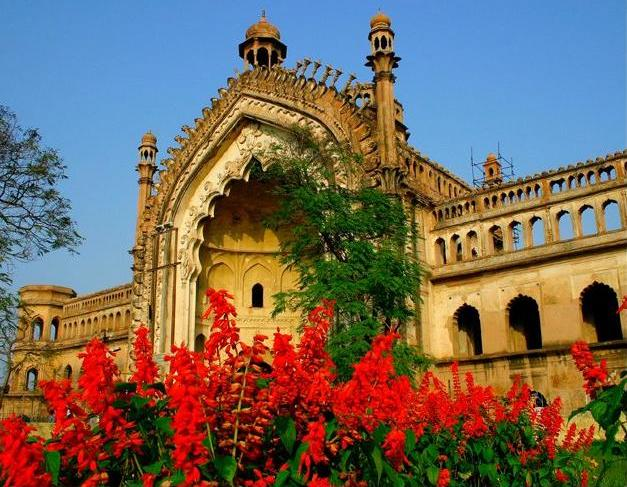
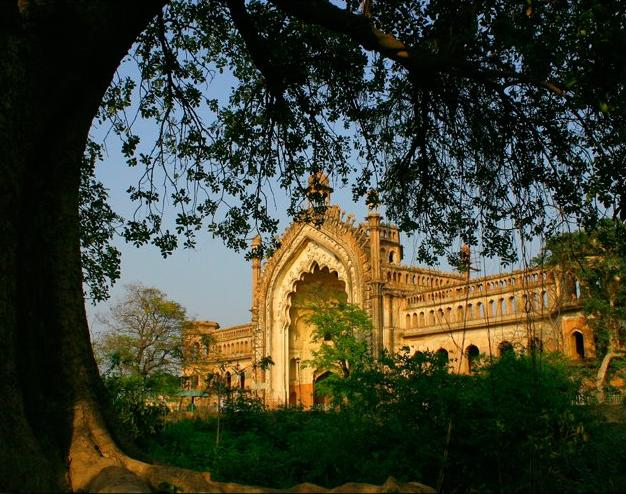

## Morte

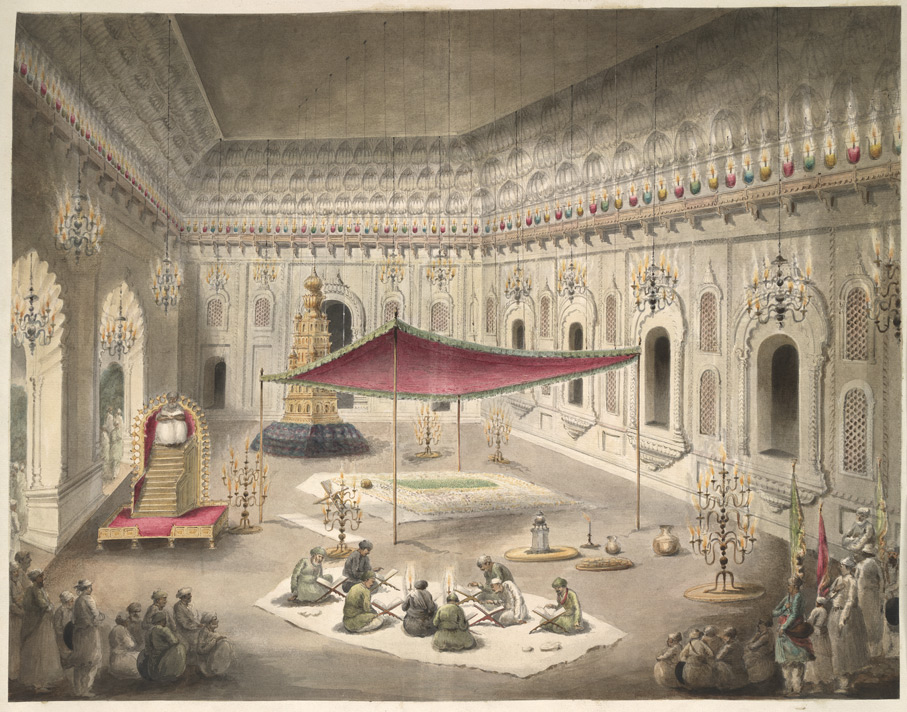
La semplice tomba di Aṣaf ud-Daula; in un quadro di Seeta Ram, c.1814–15

Morì il 21 settembre 1797 a Lucknow ed è sepolto nella Barā Imāmbarā di Lucknow.

## Galleria d'immagini

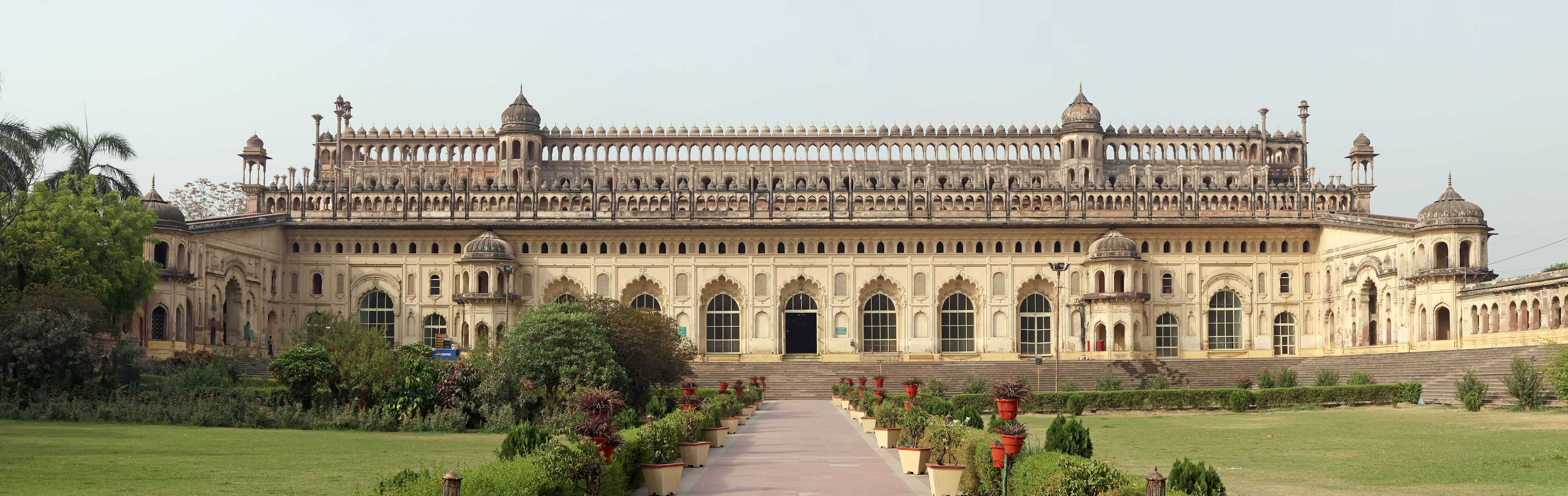
Bara Imambara, Lucknow, fatta costruire da Aṣaf-ud-Daula
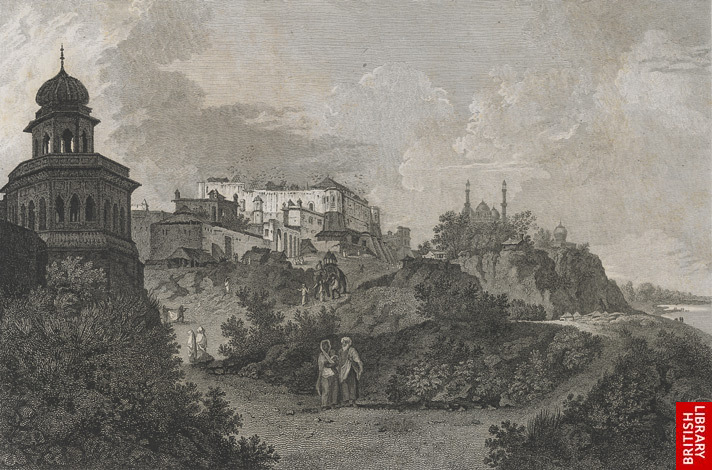
Vista del palazzo di Aṣaf-ud-Daula a Lucknow, circa 1793
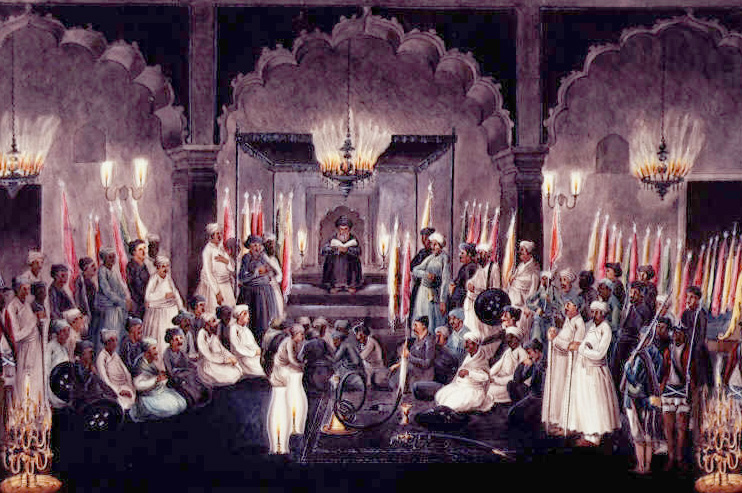
Aṣaf-ud-Daula, celebrazioni per il Muḥarram a Lucknow, circa 1812
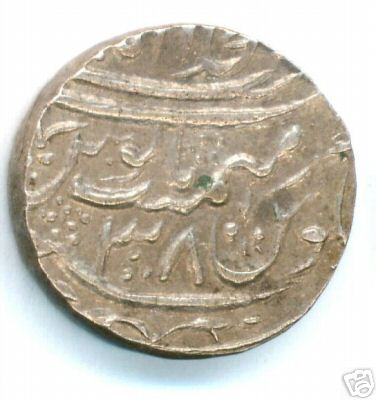
Moneta d'argento fatta coniare da Aṣaf-ud-Daula presso la zecca di Najībābād nel AH 1211 (1796/7), 38º anno di regno
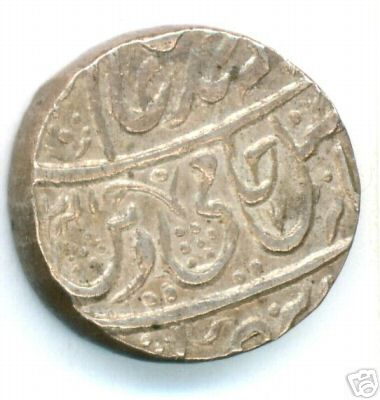
Moneta d'argento fatta coniare da Aṣaf-ud-Daula presso la zecca di Najībābād nel AH 1211 (1796/7), 38º anno di regno
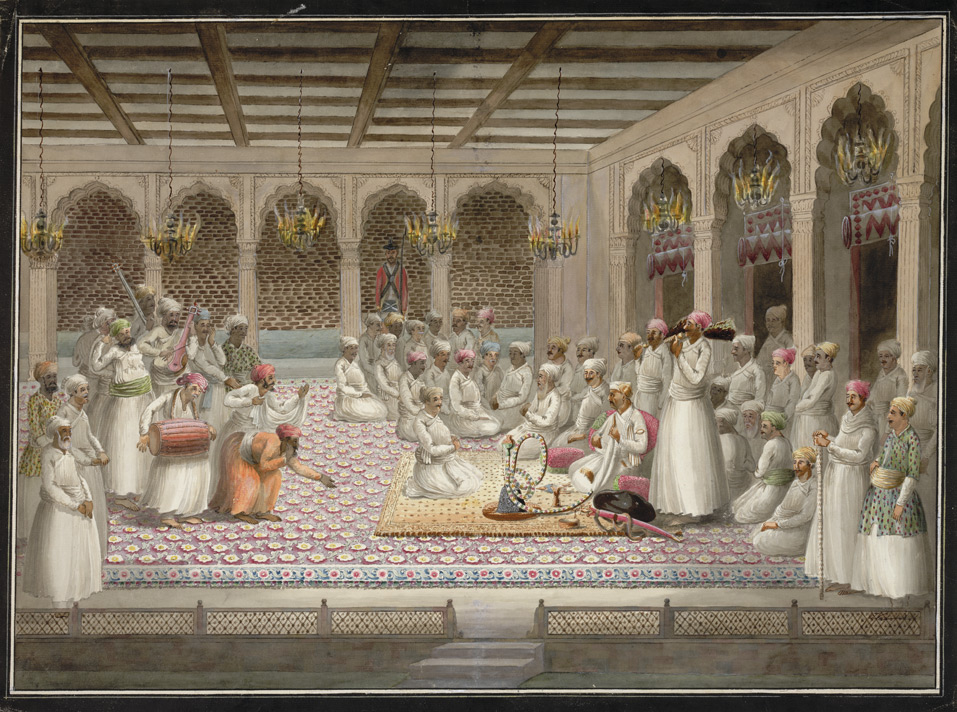
Il Nawwāb Aṣaf-ud-Daula seduto su un tappeto mentre fuma in una hoqqa e ascolta un gruppo di musicisti, circa 1812
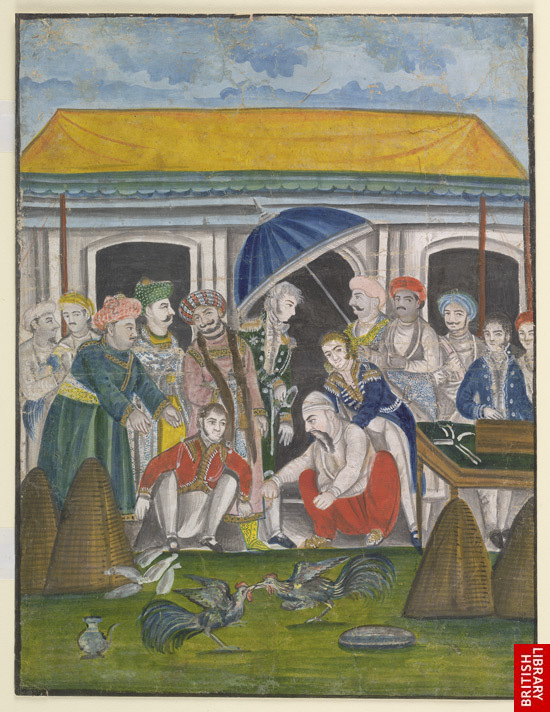
Aṣaf-ud-Daula a un combattimento di galli insieme ad europei; questo quadro molto probabilmente rappresenta il famoso combattimento di galli tra Aṣaf-ud-Daula e il Colonnello Mordaunt che avvenne a Lucknow nel 1786, circa 1830-35